# FC 루가노
FC 루가노(FC Lugano)는 스위스 남부 티치노주의 도시 루가노를 연고지로 한 축구 클럽이다. FC 루가노는 1908년에 창단 되었으며 2004년에 재정 문제로 파산하면서 AC 루가노로 재창단 되었다. 이후 2018년에 다시 FC 루가노의 이름을 되찾았다.

## 선수 명단

### 현역
참고: FIFA 자격 규정에 따라 소속된 국가대표팀 국기를 표시합니다. 선수는 복수의 FIFA 비회원국 국적을 가지고 있을 수 있습니다.
| 번호 | 포지션 | 국적 | 이름                |
| ---- | ------ | ---- | ------------------- |
| 15   | GK     |      | 포티오스 프세프티스 |

| 번호 | 포지션 | 국적 | 이름                  |
| ---- | ------ | ---- | --------------------- |
| 70   | FW     |      | 게오르기오스 쿠치아스 |
| 93   | FW     |      | 카츠페르 프시빌코     |

## 역대 감독
| 감독                  | 임기      |
| --------------------- | --------- |
| 샤로시 벨러           | 1953~1955 |
| 샤로시 죄르지         | 1962~1963 |
| 알프레도 포니         | 1974~1975 |
| 알프레도 포니         | 1976~1977 |
| 블라디미르 페트코비치 | 2004~2005 |
| 프란체스코 모리에로   | 2011~2012 |
| 즈데네크 제만         | 2015~2016 |
| 기예르모 아바스칼     | 2018      |
| 마티아 크로치토르티   | 2021~     |

## 성적

### 우승 경력
- 스위스 슈퍼리그 (3회) 1937-38, 1940-41, 1948-49
- 스위스 챌린지 리그 (1회) 2014-15
- 스위스 컵 (4회) 1930-31, 1967-68, 1992-93, 2021-22

틀:FC 루가노
틀:FC 루가노 감독